# 뉴캐슬 웨스트 엔드 FC
뉴캐슬 웨스트 엔드 축구 클럽(Newcastle West End Football Club)은 19세기 말까지 존재하였던 잉글랜드의 축구 클럽이다. 타인 위어 주 뉴캐슬어폰타인을 연고로 하여 노던 리그와 FA컵에 참가한 바 있다. 운영난으로 인하여 뉴캐슬 이스트 엔드에 인수되어 뉴캐슬 유나이티드로 합병되었다. 이들을 추억하기 위해 뉴캐슬 유나이티드는 1995-96시즌 원정 유니폼을 이들의 유니폼과 동일한 디자인으로 사용하기도 하였다.